# Putún

División de las jurisdicciones o cacicazgos mayas en el siglo XVI según Ralph L. Roys.

Putún es el nombre de una etnia maya que puede considerarse periférica a la civilización maya precolombina. Según la enciclopedia Yucatán en el tiempo y algunos otros autores citados por la propia enciclopedia, los putunes son identificados e inclusive asimilados a los chontales de Tabasco. Tuvieron su asiento principal y original en el delta de los ríos Usumacinta y Grijalva, una región de ríos, riachuelos, lagunas y pantanos en donde predominaba el transporte acuático, así como alrededor de la Laguna de Términos y a lo largo de los numerosos ríos que ahí desembocan, aunque se considera que con el tiempo habitaron áreas extendidas y constituyeron cacicazgos importantes, como el de Chakán Putún y el de Chactemal.
Los putunes o maya chontales fundaron dos poblaciones principales: Potonchan (Putunchan), situada en la desembocadura del río Grijalva, en el actual estado de Tabasco, e Itzamkanac, junto al actual río de la Candelaria que desemboca en la laguna de Términos, en Campeche.

## Área de influencia
Los grupos putunes fueron a lo largo de su desarrollo, vecinos de grupos náhuatl por los que fueron influenciados aún desde el ángulo lingüístico. Como la mayor parte de los grupos que habitaron en zonas lacustres, fueron buenos navegantes y comerciantes y controlaban muchas rutas marítimas comerciales alrededor de la península de Yucatán, desde la laguna de Términos en Campeche hasta el centro de Sula en Honduras. 
Como tales, extendieron su influencia desde los pueblos de la selva tabasqueña y chiapaneca hasta los de la costa de la península de Yucatán. Precisamente por vivir en zona de aluviones dejaron pocas huellas arqueológicas que hablen de su importancia prehispánica, aunque al integrarse, ya en el periodo posclásico, a los grupos peninsulares y crear unidades políticas, fueron herederos de muchos de los yacimientos arqueológicos enclavados en los territorios donde habitaron.

## Datos históricos
La Probanza de Pablo Paxbolón, que fue descubierta y traducida por France V. Scholes y Ralph L. Roys, hizo que la existencia de los putunes atrajera el interés de varios mayistas, particularmente de Eric S. Thompson, quienes trabajaron en reconstruir la historia precolombina de esta etnia.
Después del colapso maya, cuando se modificó radicalmente la geopolítica mesoamericana, los putunes vivieron una época de expansión y alcanzaron, a través de diversas migraciones, regiones tan distantes como la costa oriental de la península de Yucatán y el territorio que hoy corresponde a Belice y Honduras, estableciendo provincias o cacicazgos y pueblos confederados dedicados al comercio y a otras actividades económicas productivas.
En la época de la conquista el territorio que puede considerarse putún iba desde el río Copilco, al oeste de Comalcalco, en el actual estado de Tabasco, por los deltas de los ríos Usumacinta y Grijalva, pasando por la Laguna de Términos, la cuenca del río Candelaria, hasta la actual ciudad campechana de Champotón.
La toponimia de la región en donde habitaron originalmente los putunes permite suponer que hubo un mestizaje, como suele ocurrir en las zonas fronterizas, entre los mayas-putunes (los chontales) y los mexicas. Los patronímicos que hasta la fecha se encuentran en esa región apuntan en la misma dirección.
En el territorio dominado por los maya chontales, se encontraban enclavadas, tres provincias de origen nahuatl, con quienes sostenían constantes guerras: Ahualulco o Ayahualulco, enclavado en la costa occidental del estado de Tabasco, casi en los límites con el actual estado de Veracruz; Huimango y Cimatán, en el municipio de Cunduacán, Tabasco; y Xicalango, que se localizaba entre los actuales estados de Tabasco y Campeche. Eso explica que muchos nombres de poblaciones tabasqueñas estén en lengua nahuatl, incluyendo las ruinas mayas de Comalcalco.

## Identificación con los itzá
Para algunos estudiosos hay identidad entre los putunes y los itzaes que llegaron a Yucatán durante el periodo clásico temprano. Se menciona así la relación existente entre un grupo putún establecido en Chakán Putún, expulsado de ese lugar, emigrado hacia el Petén (hoy Guatemala) y de ahí hasta la costa del Caribe (Bacalar), para después retornar hacia el oeste por el norte de la península de Yucatán, fundando ciudades como Chichén Itzá, Izamal y Mayapán. Todo esto habría ocurrido entre los siglos II y V d. C. No hay, sin embargo, certidumbre histórica de estas migraciones y el tiempo en el que ocurrieron, ni tampoco de la hipótesis que establece que los que han sido identificados como pertenecientes al grupo de los itzá hayan sido putunes en realidad.